# Raketenexplosion in Brasilien 2003
Koordinaten: 2° 22′ 23″ S, 44° 23′ 47″ W

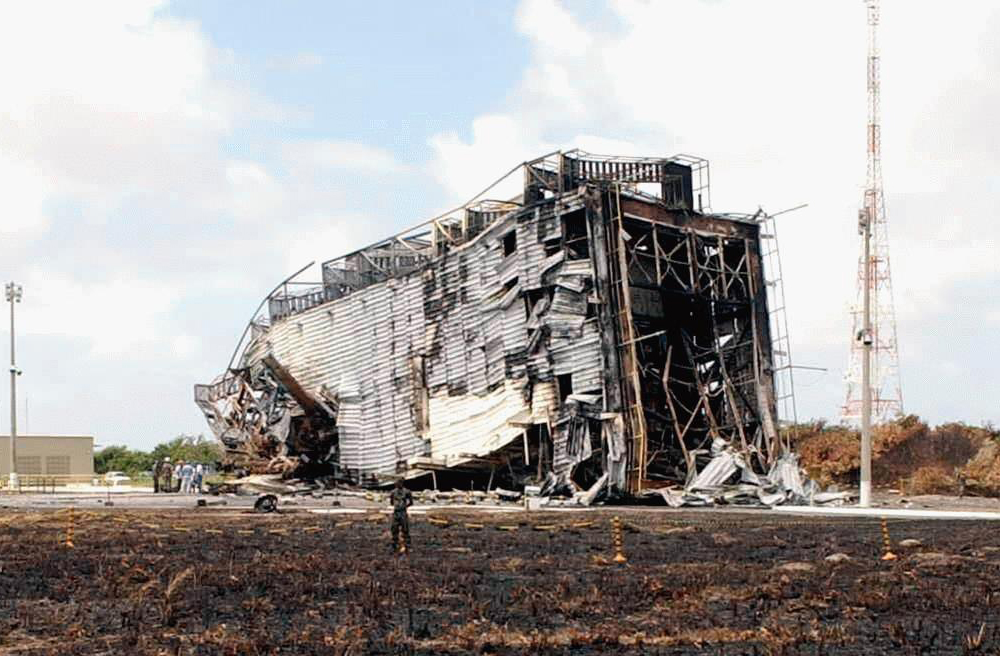
Ruine des Montagebauwerks nach dem Unglück

Am 22. August 2003 zerstörte eine schwere Explosion eine VLS-1-Rakete der brasilianischen Weltraumbehörde Agência Espacial Brasileira (AEB) auf dem Starttisch in der Luftwaffenbasis Alcântara im Norden Brasiliens. Es starben 21 Menschen, als eines der vier Triebwerke der Rakete unbeabsichtigt zündete und die gesamte Rakete zur Explosion brachte. Die Explosion verursachte ein Feuer im nahegelegenen Regenwald und erzeugte eine große Rauchwolke, die noch aus weiter Entfernung sichtbar war. Es war der dritte Versuch des brasilianischen Staats, eine Rakete eigener Bauart in den Orbit zu starten.
Die Explosion zerstörte den Raketenstarttisch und ebenso eine zehn Stockwerke hohe bewegliche Montagestruktur, die zum Zeitpunkt des Unglücks die Rakete und den Starttisch umschloss. Zwanzig Kilometer entfernt konnten die Einwohner der Stadt São Luís den Knall hören. Die Rakete hätte drei Tage später starten und die beiden Satelliten SATEC und UNOSAT an Bord mit sich führen sollen.
Nach der Explosion wurde die brasilianische Weltraumbehörde kritisiert, weil sie Feststoffraketen verwendete, die einfacher zu bauen und zu entzünden sind als Flüssigtreibstoffraketen, aber auch risikoreicher sind, weil sie nach einer Zündung nicht mehr gestoppt werden können. Der Unfall und die Tatsache, dass viele Wissenschaftler und Ingenieure, die an dem Programm arbeiteten, bei der Explosion der Rakete starben, sowie die folgenden Regierungsuntersuchungen bewirkten eine erhebliche Verzögerung des brasilianischen Raumfahrtprogrammes. Selbst 10 Jahre später hatte Brasilien noch keine Trägerrakete und litt an Einschränkungen des Zugangs zu Weltraumtechniken.